# Piero Zuccheretti
Piero Zuccheretti, all'anagrafe Pietro (Roma, 4 maggio 1931 – Roma, 23 marzo 1944), fu una delle vittime civili dell'attentato di via Rasella, compiuto il 23 marzo 1944 a Roma da partigiani dei Gruppi di Azione Patriottica (GAP).
Dopo cinquant'anni di pressoché completo oblio nelle ricostruzioni dei protagonisti e nella storiografia, a partire dalla metà degli anni novanta la sua sorte è stata oggetto di aspre polemiche nonché di alcuni procedimenti giudiziali, questi ultimi conclusisi in senso favorevole ai partigiani. Alcune di tali controversie hanno riguardato una fotografia che secondo alcuni autori ritrarrebbe i suoi resti, la quale è stata dichiarata falsa da una sentenza, a sua volta contestata da una successiva inchiesta giornalistica.

## Biografia

La famiglia Zuccheretti al mare a Ostia

Piero Zuccheretti nacque nel 1931 da Luigi e Angela Anello, insieme al fratello gemello Giovanni. La sua estrazione sociale era modesta; il padre era macellaio; il nonno materno Pietro Anello esercitò l'attività di fotografo, gestendo a partire dal 1929 un piccolo laboratorio fotografico nel centro di Roma. I due gemelli Giovanni e Piero furono divisi alla nascita: Piero fu subito affidato al nonno. Dall'età di undici anni fino alla morte, Piero lavorò come apprendista in un negozio di ottico in via degli Avignonesi, di cui suo nonno era uno dei proprietari.
Secondo Pierangelo Maurizio, che nel suo libro ha pubblicato varie fotografie del piccolo Piero, quest'ultimo «era un bellissimo bambino, capelli castano chiari, occhi vivi di brace». I due gemelli erano affettivamente molto legati. Nei ricordi del fratello Giovanni, Piero «aveva un carattere molto forte, era molto svelto, per esempio se c'era qualcuno che me voleva menà, veniva lui, me difendeva da tutti».

## La morte

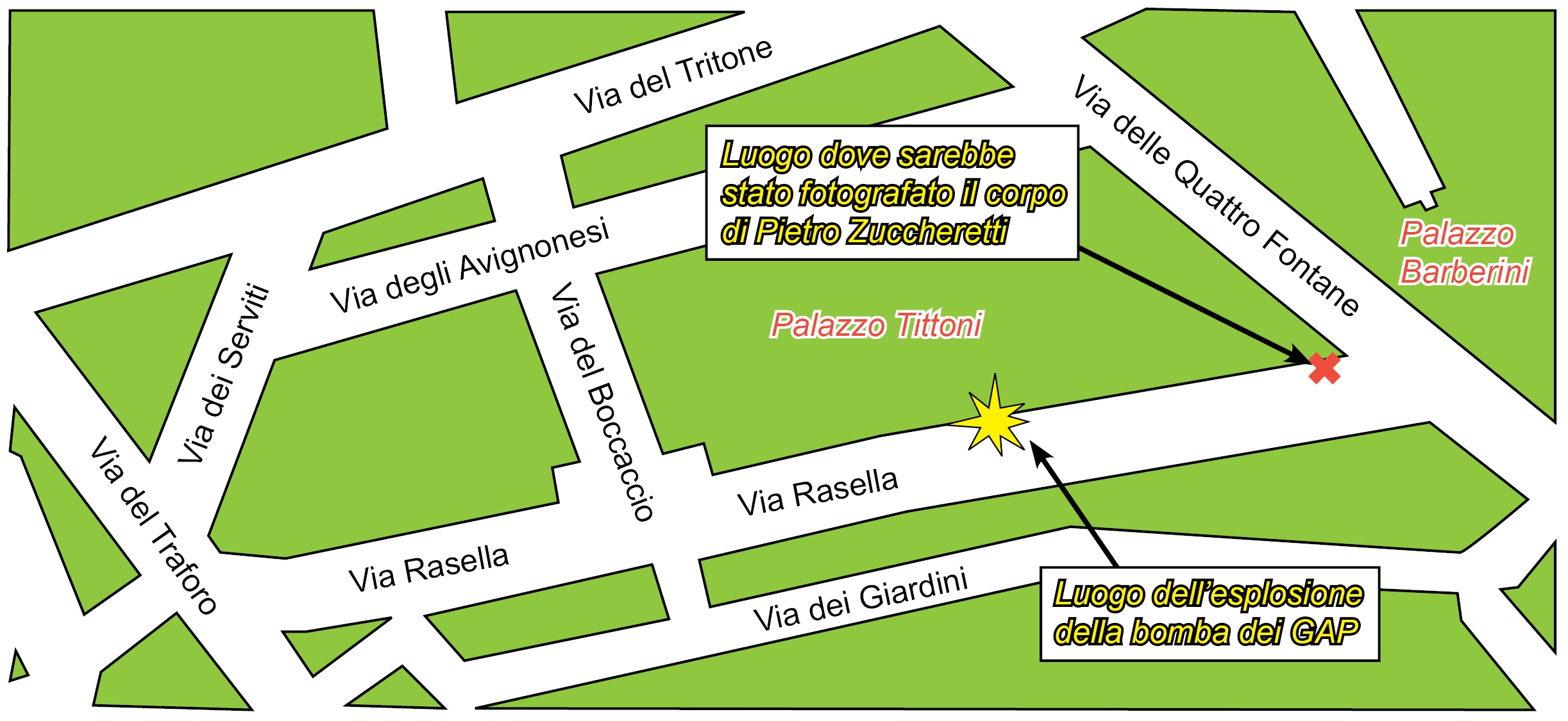
La zona di via Rasella con l'indicazione del luogo dell'esplosione e del punto dove sarebbero stati fotografati i resti di Zuccheretti

La dinamica della morte di Piero Zuccheretti non è del tutto chiara. Al momento dell'attentato egli si recava al lavoro presso il negozio di ottica in via degli Avignonesi, strada parallela a via Rasella.
Zuccheretti venne investito in pieno dalla deflagrazione del congegno esplosivo innescato da Rosario Bentivegna in via Rasella (un carretto della nettezza urbana contenente diciotto chili di tritolo e schegge di metallo), rimanendo ucciso sul colpo. Il corpo del ragazzo fu dilaniato dalla violenza dell'esplosione e il tronco proiettato per decine di metri.
In un'intervista raccolta da Pierangelo Maurizio, Giovanni Zuccheretti ha ipotizzato che Piero si fosse immesso in via Rasella perché attratto dai canti dei soldati tedeschi del Polizeiregiment "Bozen" che proprio in quel momento percorrevano la via. «È stato un vero appuntamento con la morte. Piero non voleva andare a lavorare. Poi a casa lo convinsero. E lui salì sull'autobus. Ma era pieno, zeppo, come sempre. Qualcuno – ci hanno raccontato – lo spinse, e Piero scivolò giù. Ma rincorse l'autobus e salì sul predellino: se solo avesse aspettato un'altra corsa, non sarebbe morto. Per una fatalità incomprensibile, poi, l'autobus sul quale si trovava Piero saltò la fermata a via del Tritone. Così mio fratello scese a Piazza Barberini, all'angolo di via delle Quattro Fontane. Le note di quella canzone allegra rotolavano sui sampietrini, arrivarono fino a lui. E invece di imboccare via degli Avignonesi, scese giù per via Rasella, ad aspettare i soldati davanti al carrettino». Bentivegna, tuttavia, sostenne di non aver visto il bambino avvicinarsi alla bomba.
Nella stessa intervista Giovanni Zuccheretti si dice sicuro che, al momento dell'esplosione, Piero fosse «appoggiato» o «addirittura [...] seduto» sul bidone della spazzatura contenente la bomba, e conclude: «Loro, i gappisti, prima di fuggire non possono non averlo visto. Ma non hanno fatto nulla per salvarlo». Tuttavia Maurizio, menzionando al riguardo il parere di un medico legale, definisce «un'ipotesi coltivata solo dal dolore» la supposizione di Giovanni Zuccheretti che Piero fosse a contatto con la bomba, in quanto «non c'era bisogno che Piero Zuccheretti fosse appoggiato o seduto sul carretto per essere ridotto a brandelli». Secondo i calcoli del medico interpellato da Maurizio «in base al potenziale dell'ordigno», tutti coloro che si trovavano al momento dell'esplosione «in un raggio di 37 metri hanno fatto la stessa fine».
Bentivegna e De Simone, in un libro pubblicato nel 1996, scrivono: «Quel giorno Piero andava al lavoro, ma chissà per quale motivo saltò la fermata del bus davanti al "Messaggero", dove scendeva sempre, e scese invece a quella successiva, in piazza Barberini angolo con via Quattro Fontane. E chissà per quale altro motivo, invece di girare subito per via degli Avignonesi si spinse fino a via Rasella, la strada successiva. Vi giunse proprio nell'istante in cui gli ultimi centimetri della miccia stavano bruciando, i due gappisti Paolo [Rosario Bentivegna] ed Elena [Carla Capponi] si erano già defilati dietro l'angolo, il fronte della colonna tedesca stava avanzando verso di lui cantando e nulla esisteva più, tra lui e il carrettino bomba, che potesse fermarlo. Forse fu proprio il rombo del passo cadenzato dei soldati del Bozen, e la loro canzone di guerra ad attirare il ragazzino verso via Rasella».
Scrive Alessandro Portelli: «Il 23 marzo 1944, Piero Zuccheretti girava l'angolo fra via del Boccaccio e via Rasella per andare a lavorare e veniva dilaniato dall'esplosione».
Secondo il gappista Pasquale Balsamo, che partecipò all'attacco, un gruppo di bambini seguiva la colonna di militari che stava cantando, ma egli stesso e il partigiano Fernando Vitagliano li cacciarono via calciando lontano il loro pallone. Diversa e più particolareggiata la versione resa dallo stesso Balsamo nel 1954: «una frotta di bambini si era accodata alla colonna nazista per giocare ai soldati. Fu un attimo terribile per tutti. Era troppo tardi per procrastinare di un solo secondo l'azione; il segnale, ormai, era stato dato. I due gappisti fecero appena in tempo a "rapire" uno di quegli ignari bambini e trascinarsi piangenti per il gioco guastato, tutti gli altri».
Liana Gigliozzi (nata nel 1941), in un'intervista raccolta nel 1997, ricorda: «Vedemmo due uomini risalire la strada, erano vestiti da spazzini. Uno dei due, ho poi saputo, era Rosario Bentivegna. "Andate via, bambini" ci dissero. Sentii una spinta, qualcuno ci scaraventò, a me e mio fratello, nel negozio del calzolaio» che si trovava all'angolo con via delle Quattro Fontane. Dopo aver riportato la testimonianza di Pasquale Balsamo, Portelli scrive: «A metà di via Rasella, un altro bambino è meno fortunato. Forse mentre Bentivegna si allontanava verso via Quattro Fontane, Piero Zuccheretti sbucava alle sue spalle dall'angolo di via del Boccaccio vicino al carretto» (via del Boccaccio è la strada che unisce via degli Avignonesi a via Rasella).
Secondo Giovanni Zuccheretti, il riconoscimento del bambino avvenne da parte del padre e dello zio in due luoghi diversi: a via Rasella e all'obitorio; il padre riuscì agevolmente a operare il riconoscimento del bambino in quanto, nonostante lo smembramento del corpo provocato dall'esplosione, la testa era rimasta intatta e il volto completamente indenne.
Il 26 marzo, l'Agenzia Stefani attribuì all'azione dei partigiani la morte di sette italiani, indicandoli come «quasi tutti donne e bambini», mentre quattro giorni dopo l'Unità clandestina riportò che «donne e bambini» erano stati uccisi dai colpi esplosi dai tedeschi in seguito all'attentato.
I funerali del bambino furono celebrati il 28 marzo presso la Chiesa Nuova.

## I processi

### Il processo Kappler (1948-1952)
Nel 1948 fu celebrato il processo di primo grado all'esecutore dell'eccidio delle Fosse Ardeatine, Herbert Kappler. Il 3 giugno, durante l'esame dell'imputato, Kappler dichiarò che quando era giunto in via Rasella in seguito all'attentato era rimasto «commosso nel vedere la strage della quale era stato vittima anche un bambino». Affermò fra l'altro Kappler durante il processo: «Dell'esame delle macerie pensai di occuparmene io ma quando vidi una coscia e un braccio di bimba passai ad altri l'incarico. Sentivo lo stesso risentimento avuto in altre occasioni in seguito a bombardamenti aerei».
Il 12 giugno fu chiamato a deporre come testimone Rosario Bentivegna. Il presidente del tribunale, tra l'altro, gli domandò: «Perché fu scelta proprio via Rasella, posto poco opportuno per la presenza di italiani che furono anch'essi colpiti, tra cui un bambino?». Bentivegna replicò: «Il mio caposquadra Carlo Salinari ricevette l'ordine e noi lo eseguimmo. Ripeto, l'ordine fu dato da Amendola».
Il dirigente comunista Giorgio Amendola, il quale in qualità di comandante dei GAP romani aveva ideato e ordinato l'attentato, depose il 18 giugno. Alla domanda del presidente del tribunale «Ma nel compiere questi attentati vi preoccupavate che non venissero colpiti anche dei civili?», Amendola rispose:
Alcuni testimoni affermarono l'esistenza di vittime civili: Umberto Presti, generale della PAI e comandante della polizia della «città aperta», all'udienza del 15 giugno parlò di tre morti italiani, due uomini e un bambino (essendo presumibilmente i due uomini l'altra vittima dell'esplosione, Antonio Chiaretti, e uno dei civili uccisi dalla reazione tedesca); il 18 giugno Filippo Mancini riferì invece di due vittime italiane dell'esplosione, indicandole come «un bambino e un vecchio».
La sentenza di primo grado, emessa il 20 luglio 1948, contiene in narrativa un accenno a Zuccheretti: «Sul luogo rimanevano uccisi, oltre ai militari tedeschi, due civili, dei quali per uno (un bambino) si è accertato, dato il particolare laceramento del corpo, che la morte avvenne a seguito dello scoppio della bomba».

### Il processo civile per l'attentato (1949-1957)
Nel 1949, un gruppo di feriti dell'attentato e parenti delle vittime dell'eccidio delle Fosse Ardeatine agì in sede civile avverso i tre membri di sinistra della giunta militare del CLN centrale – Giorgio Amendola, Riccardo Bauer e Sandro Pertini – e i gappisti Carlo Salinari, Franco Calamandrei, Rosario Bentivegna e Carla Capponi, al fine di ottenere il risarcimento dei danni. La sussistenza del diritto al risarcimento fu esclusa in tutti e tre i gradi di giudizio (1950, 1954, 1957), in quanto l'attentato fu giudicato un atto di guerra attribuibile allo Stato italiano e dunque legittimo per l'ordinamento giuridico italiano. I genitori di Piero Zuccheretti non parteciparono al processo, non essendone stati informati.

### Il processo Priebke (1996)
Nel corso del processo all'ex capitano delle SS Erich Priebke, celebrato presso il Tribunale militare di Roma nel 1996, il difensore dell'imputato inserì Giovanni Zuccheretti in una lista di quattro persone da escutere quali testimoni a discarico. Tuttavia alla fine la difesa rinunciò a tali testimonianze.

### Il procedimento penale per l'attentato (1997-1999)
Nel 1996 Giovanni Zuccheretti, insieme a Luigi Iaquinti (nipote dell'altra vittima dell'esplosione, Antonio Chiaretti), presentò una denuncia contro gli ex gappisti avviando un procedimento penale che fu oggetto di durissime polemiche. Il 16 aprile 1998, il GIP Maurizio Pacioni del Tribunale di Roma dichiarò che l'attentato di via Rasella non era stato «un legittimo atto di guerra», ma una strage perseguibile penalmente, concludendo tuttavia con un provvedimento di archiviazione poiché «l'attentato può essere configurato come una strage, ma rientra sotto l'amnistia emanata con il Regio decreto del 5 aprile 1944», in quanto il suo fine rispondeva all'obiettivo di «liberare l'Italia dai nazisti».
I partigiani coinvolti nel procedimento – Rosario Bentivegna, Carla Capponi e Pasquale Balsamo – ricorsero, contestando fra l'altro la qualificazione dell'attentato come strage (anziché come atto legittimo di guerra). Nel 1999 la Cassazione penale accolse il ricorso e annullò l'archiviazione del reato per estinzione causa intervenuta amnistia, sostituendola con la non previsione del fatto come reato e riaffermando la legittimità dell'attentato in quanto azione di guerra.

## Documenti, storiografia e memorialistica

### Dal dopoguerra agli anni ottanta
Il 9 giugno 1948, durante il processo a Herbert Kappler, il settimanale L'Europeo pubblicò un articolo del giornalista e storico Paolo Monelli in cui quest'ultimo, ricostruendo la vita e il carattere dell'imputato, commentò con sarcasmo la "commozione" dichiarata da Kappler alla vista dei morti di via Rasella, mettendola a confronto con la ferocia dimostrata dal medesimo nell'eseguire l'eccidio delle Fosse Ardeatine:
Monelli trascrisse poi alcuni passi del suo articolo (fra cui quello sopra citato) nelle note alla sesta edizione del suo classico Roma 1943, pubblicata nel 1963.
Nel 1965 fu pubblicata, postuma, una nuova edizione della monografia sull'eccidio delle Fosse Ardeatine del professor Attilio Ascarelli, l'anatomopatologo che, dopo la liberazione di Roma, aveva curato il recupero delle salme dei suppliziati. In questa edizione furono pubblicati due documenti che fanno riferimento a Zuccheretti. Il primo è presentato come la trascrizione di «alcuni appunti stenografici trovati al Ministero della cultura popolare» (comprendenti, fra l'altro, un resoconto della conferenza stampa tenuta dai tedeschi dopo l'eccidio): in essi si legge che, dopo l'attentato, vi erano in via Rasella «trentadue morti tedeschi adagiati in fila da un lato della strada e due morti italiani, un uomo e un bambino di circa 10 o 12 anni». Il secondo documento è la sentenza di primo grado contro Kappler, in cui si fa riferimento a un bambino ucciso dall'esplosione della bomba.
La prima dettagliata inchiesta sui fatti del marzo 1944 fu pubblicata dal giornalista statunitense Robert Katz nel 1967 ed edita in italiano l'anno successivo dalla Editori Riuniti, con il titolo Morte a Roma. In tale opera, nella quale l'autore si schiera decisamente in favore della legittimità morale dell'azione gappista, non si fa alcuna menzione di vittime civili della bomba. Zuccheretti non è menzionato nemmeno nelle successive edizioni in italiano del libro di Katz (1971, 1974, 1994, 1996), mentre è nominato nella sola introduzione alla sesta edizione, del 2004, in riferimento al processo per diffamazione intrapreso da Bentivegna contro Il Giornale nel 1996, allora giunto alla conclusione del secondo grado di giudizio. Qui Katz ammette di essere stato a conoscenza delle testimonianze, durante il processo Kappler, circa la morte di un bambino a causa dell'attentato; tuttavia egli sostiene di aver sempre ritenuto non probanti tali testimonianze, e di aver viceversa pensato che non ci fossero abbastanza prove per escludere il bambino dal novero dei civili uccisi dal fuoco di reazione tedesco (anziché dalla deflagrazione della bomba). Katz afferma inoltre di aver sempre prestato fede alle testimonianze dei gappisti, che dichiararono di aver allontanato tutti i civili dalla via prima dell'esplosione.
Lo storico Giovanni Sabbatucci ritiene la mancata menzione di Zuccheretti in Morte a Roma particolarmente sorprendente, considerata la minuziosità di Katz nel descrivere la vicenda fin nei minimi particolari. Secondo Sabbatucci omissioni e reticenze di questo tipo nelle ricostruzioni di parte gappista hanno contribuito ad alimentare le «leggende nere» di parte opposta sull'attentato.
Nel film Rappresaglia del 1973, basato sul libro di Katz, l'omissione trasmoda in negazione, mostrandosi subito dopo l'attentato il comandante del "Bozen" che, alla domanda di Kappler «Sono morti anche dei civili?», risponde: «No, non c'era nessuno nella strada, solo noi».
Matteo Mureddu, allora capitano dei carabinieri e funzionario della Real Casa in servizio presso il Palazzo del Quirinale, nonché membro del Fronte clandestino di resistenza dei carabinieri, in un suo libro di memorie edito nel 1977, menziona con nome e cognome Piero Zuccheretti come vittima dell'attentato, affermando di averne visto il «cadavere dilaniato» in via Rasella.
In un'intervista del 1982, allorché l'intervistatore osservò «Pochi sanno che in via Rasella morirono anche dei romani. Compreso un bambino», Rosario Bentivegna rispose: «C'è chi dice fossero due, chi sette i civili morti in seguito all'azione. Questa cosa non è mai stata accertata. Non si è mai saputo chi fossero, come si chiamassero. Ho fatto fare delle ricerche anche all'anagrafe. E niente. Non va dimenticato che, dopo l'esplosione, i tedeschi superstiti spararono a lungo, a casaccio».
Nella prima edizione del suo libro di memorie Achtung Banditen! (1983), Bentivegna scrive in una nota: «La propaganda nemica diffuse la voce che civili, residenti o di passaggio, erano stati coinvolti nell'azione di via Rasella. Non risulta, dalle fonti storiche consultate, che in via Rasella vi siano stati caduti civili. La stessa furibonda reazione dei nazisti, immediatamente successiva all'azione dei partigiani, non sembra che abbia portato alla morte di alcun civile [...] – All'Ufficio Anagrafico del Comune di Roma, alle date 23, 24 e 25 marzo 1944, non risultano decessi attribuibili all'azione di via Rasella». Bentivegna corregge l'errore nella riedizione di Achtung Banditen! del 2004, in cui riporta la nota «per correttezza storiografica» e afferma che essa «era decisamente sbagliata, e dovuta a un'errata lettura dei dati anagrafici: nel tempo dell'occupazione anche l'anagrafe di Roma funzionava poco».
Gian Paolo Pelizzaro definisce «falso» quanto affermato da Bentivegna in entrambe le edizioni del libro, in quanto all'Anagrafe di Roma sono regolarmente custoditi sia la scheda anagrafica di Zuccheretti (con la data di morte indicata nel 23 marzo 1944 e la causa attribuita a scoppio di bomba in via Rasella), sia l'atto di morte.

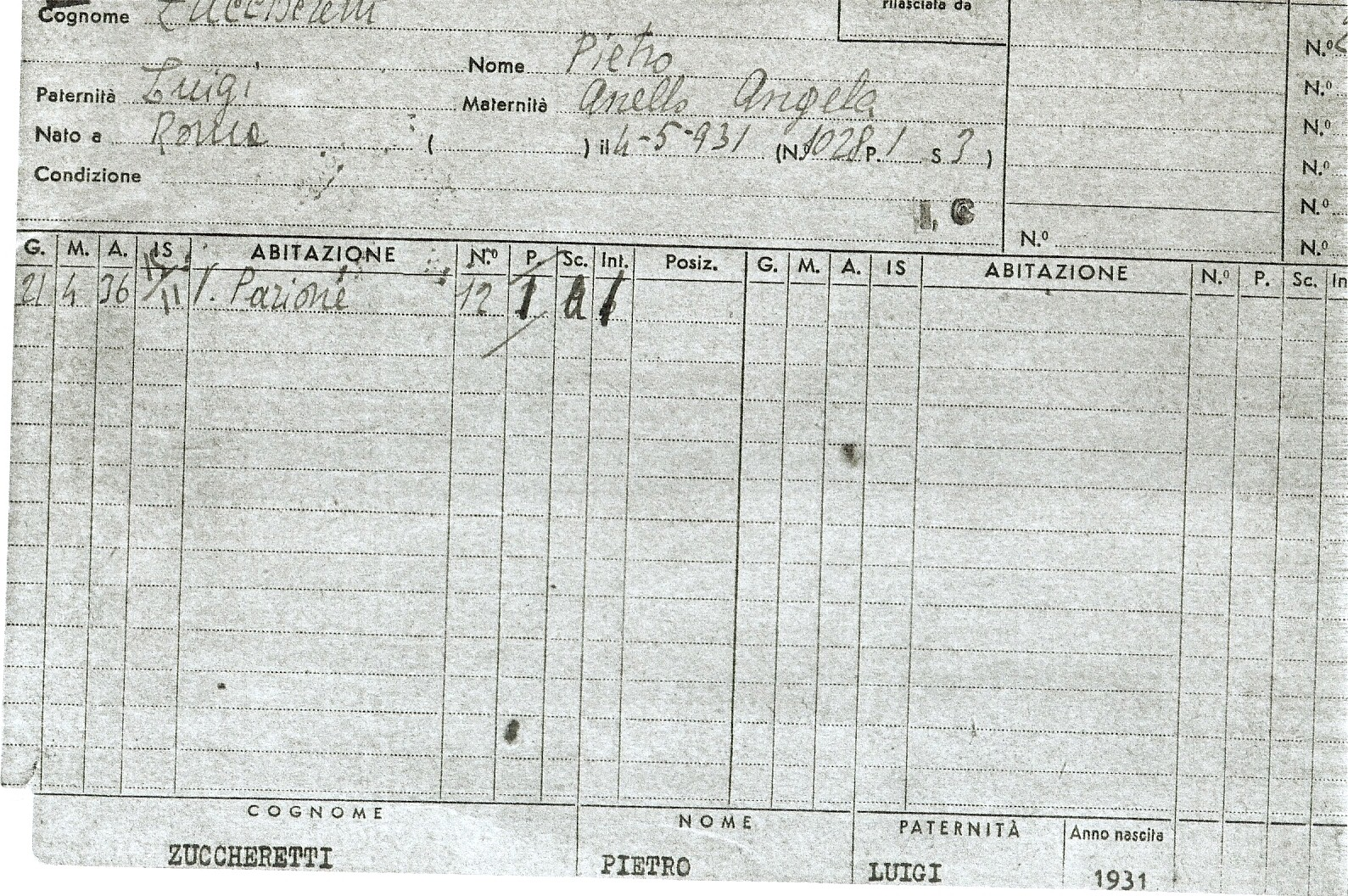
Scheda anagrafica della nascita di Zuccheretti
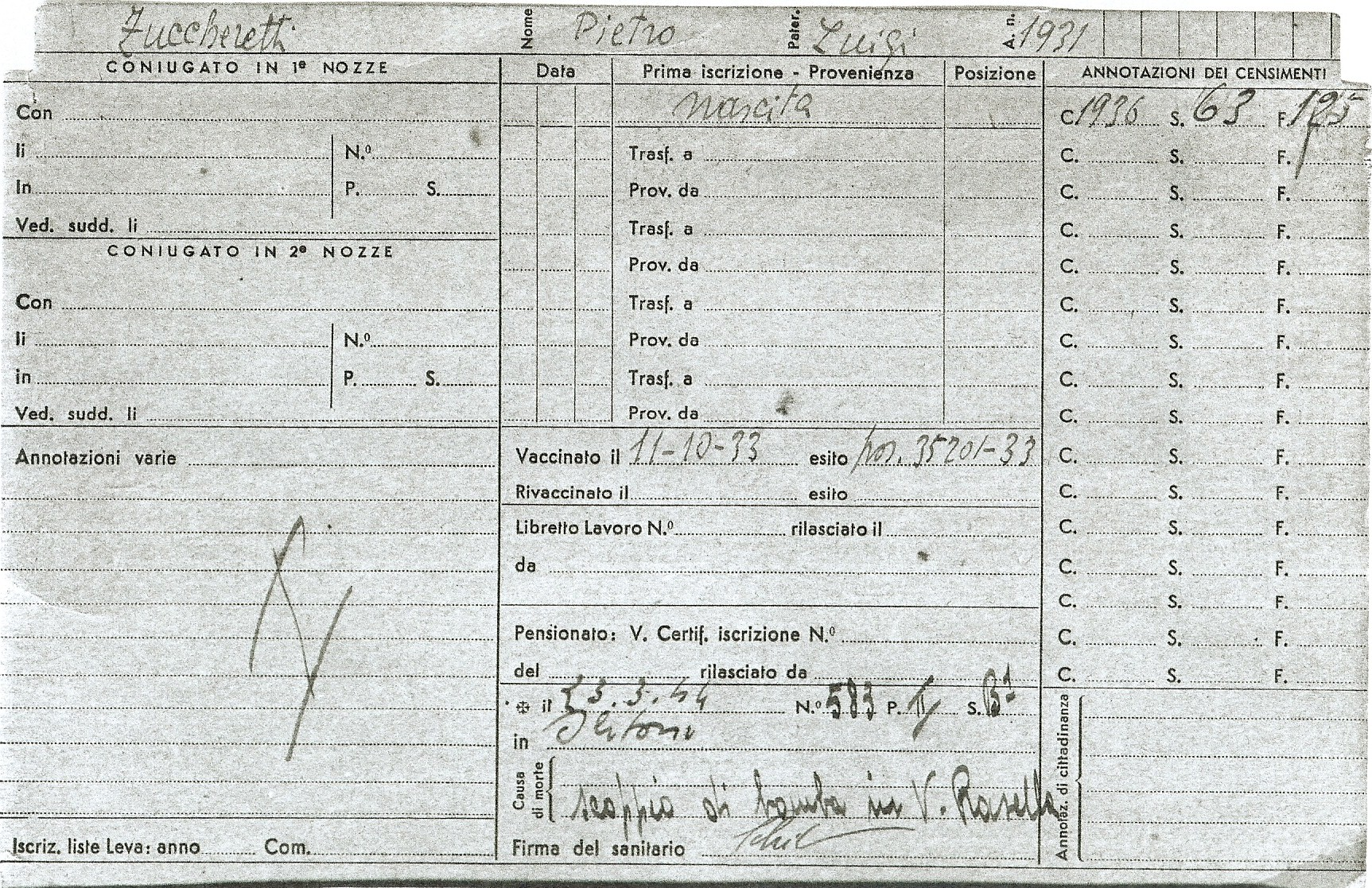
Scheda anagrafica della morte di Zuccheretti, con la causa indicata in «scoppio di bomba in V. Rasella»
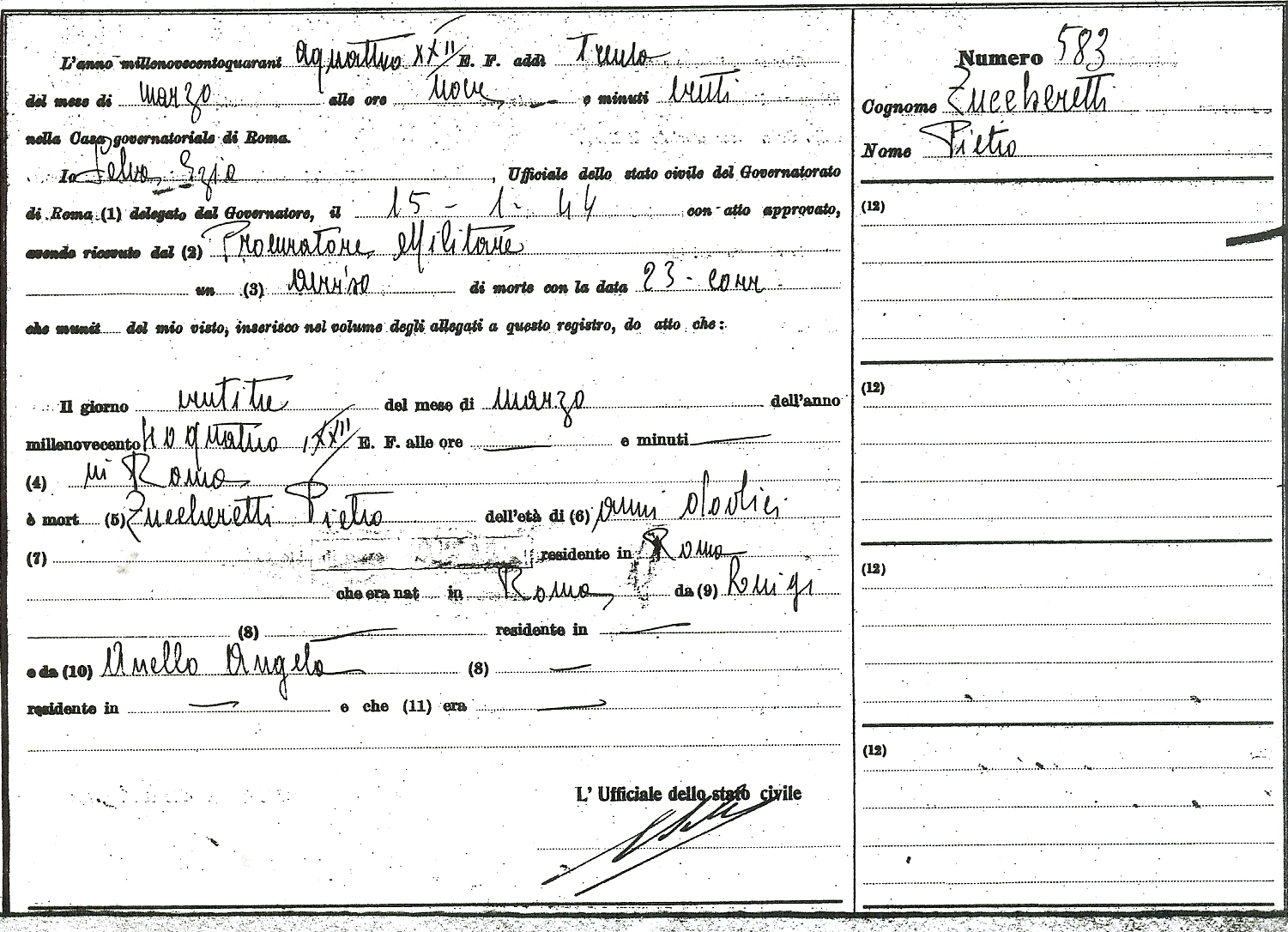
Certificato di morte di Zuccheretti

Nel 1985 l'ex partigiano azionista Leo Valiani affermò che l'attentato di via Rasella non rientrava nella categoria del terrorismo in quanto «Non furono uccise persone estranee. Quella era un'azione mirata, militare».

### Anni novanta
Nel cinquantesimo anniversario dell'eccidio delle Fosse Ardeatine, il giornalista Angelo Frignani (nipote della vittima Giovanni Frignani) pubblicò un resoconto della morte di Piero Zuccheretti basato su un'intervista al gemello Giovanni. Nell'esposizione di Frignani risulta che il corpo di Zuccheretti fu ridotto in sette pezzi dall'esplosione e che i piedi non furono mai trovati.
Nel marzo 1994, durante un'intervista a Bentivegna per un programma televisivo, l'intervistatore domandò: «Durante l'esplosione della bomba morirono anche sette civili, fra cui un bambino. È stato il senso di colpa a far sì che ostinatamente da parte partigiana non si sia mai voluto ammettere che ci siano stati dei morti italiani eccetto i sud-tirolesi?». Bentivegna escluse nuovamente che il 23 marzo a via Rasella fossero rimasti uccisi dei civili italiani, sulla base di proprie «ricerche all'Anagrafe di Roma». Tuttavia affermò di aver recentemente saputo dal ricercatore Cesare De Simone, autore di un libro in uscita in quei giorni, che il professor Ascarelli «parla di due ragazzi, o un uomo e un vecchio, non è chiara la questione, che ha visto tra i cadaveri dei soldati tedeschi, e che possono essere stati uccisi successivamente in seguito alla reazione spropositata che i tedeschi hanno avuto». Aggiunse inoltre un'altra informazione riferitagli sempre da De Simone: «sembra che ci sia al Verano la tomba di un ragazzo che è morto il 23 marzo, un garzone che è morto il 23 marzo in via Rasella. Però di questi sette di cui si parla nessuno ne ha mai parlato del nome e cognome e, torno a dirle, all'Anagrafe non sono registrati. Questi tre casi, io ho sentito delle testimonianze e non posso escluderli, ma certamente non sono stati colpiti dalle bombe partigiane».
Nel suo libro uscito in quell'anno, Roma città prigioniera, Cesare De Simone scrive che la bomba di via Rasella provocò «una sola» vittima innocente, appunto Zuccheretti, e fa riferimento a una perizia sui morti di via Rasella che sarebbe stata redatta, per incarico dei tedeschi, dal professor Attilio Ascarelli, e dalla quale si evincerebbe la presenza dei resti di un uomo anziano e di una bambina.
In termini assai simili scrivono di Zuccheretti lo stesso De Simone e Bentivegna in Operazione via Rasella (1996), sostenendo che i civili morti per la bomba «furono due. L'anatomopatologo dell'università, il professor Attilio Ascarelli [...] venne incaricato dai tedeschi di ricomporre le salme smembrate dei soldati morti a via Rasella. Nella sua relazione finale, Ascarelli scriverà che oltre ai militari aveva trovato "parti di corpo umano" appartenenti "con tutta probabilità" a un vecchio e a una bambina. – Dell'uomo non si è mai riusciti con certezza a stabilire l'identità. La "bambina" della relazione di Ascarelli non era una femminuccia, ma un ragazzino. Si chiamava Pietro Zuccheretti e aveva 13 anni». Riguardo a tale presunta "relazione" di Ascarelli, secondo Robert Katz, è probabile che De Simone sia rimasto vittima di un inganno, e che il documento da lui citato fosse in realtà un falso. Anche il giornalista Pierangelo Maurizio rileva che tale presunta perizia redatta da Ascarelli sui morti di via Rasella non risulta essere mai esistita.
Intervistato nel 1996, il reduce del "Bozen" Albert Innerbichler dichiarò: «Ricordo bene che mentre salivamo per la strada un bambino ci viene incontro scendendo sul lato sinistro. Allo scoppio della granata erano rimasti solo frammenti del suo corpo».
Nel 1997, lo storico Paolo Pezzino in un suo saggio critica la tendenza, mostrata tra l'altro da Bentivegna nel libro scritto con De Simone, per cui tutte le obiezioni verso la scelta e l'operato dei partigiani vengono poste sullo stesso piano e bollate come «menzogne», «falsi storici», «lampanti idiozie» e altre espressioni altrettanto liquidatorie. Pezzino chiede se un giorno sarà possibile «riflettere sulla natura e le modalità di quella scelta da parte dei gappisti romani senza per questo essere considerati denigratori della Resistenza» ed essere sbrigativamente liquidati come mentitori e falsari. Inoltre domanda:
Il libro di Alessandro Portelli L'ordine è già stato eseguito, pubblicato in prima edizione nel 1999, contiene una lunga intervista resa all'autore nel dicembre 1997 dal fratello gemello di Piero Zuccheretti, Giovanni, il quale fra l'altro accusa nuovamente Rosario Bentivegna di avere visto il piccolo Piero stare accanto al carrettino che conteneva la bomba, proprio nel momento in cui lo stesso Bentivegna ne causava l'esplosione.
Intervistato da Portelli, Bentivegna affermò di essere stato inizialmente convinto che non vi fossero state vittime civili nell'attentato; solo dopo esserne venuto a conoscenza ne scrisse anch'egli.
Carla Capponi, una dei gappisti che parteciparono all'azione (e dal 22 settembre 1944 moglie di Bentivegna), ricorda invece di aver appreso della morte di un ragazzo da un necrologio pubblicato sul Messaggero, ma di aver ritenuto che il bambino fosse stato ucciso dai colpi sparati dai tedeschi. Tuttavia il necrologio di Zuccheretti, pubblicato sul quotidiano romano il 25 marzo, incolpava la «cieca violenza di provocatori sovversivi».
Portelli, dopo aver ricordato che nel 1997, durante il processo a Priebke, la morte di Zuccheretti divenne uno degli argomenti principali di una campagna d'opinione condotta dalla destra contro i gappisti, rileva come, in ogni caso, durante il dopoguerra il destino di Zuccheretti abbia costituito a lungo oggetto di omissioni e reticenze da parte della sinistra. Egli sottolinea come Piero Zuccheretti non sia nominato né in Morte a Roma di Robert Katz (1967), né in Achtung Banditen! di Bentivegna (1983); eppure, «che per l'esplosione della bomba fossero morti due civili fra cui un bambino risultava già dalla sentenza Kappler nel 1948». Citando la testimonianza di Bentivegna secondo cui quest'ultimo a lungo non seppe nulla della morte di Zuccheretti, Portelli commenta: «questo rende l'omissione ancora più pesante, perché ne fa il segno non di una menzogna personale ma di una tendenza più ampia a dimenticare».
Commenta Portelli: «Col senno di poi, è facile dire che Piero Zuccheretti avrebbe dovuto essere non solo riconosciuto, ma rivendicato, come un'altra delle tante vittime, sia pure indirette, della guerra e dell'occupazione tedesca [...]; che l'Italia antifascista avrebbe dovuto intitolargli lapidi e strade. Ma allora si sarebbe dovuto non solo ammettere, ma proclamare, che la resistenza era stata una guerra, con le sue conseguenze indesiderate, persino con i suoi errori. Ma per poterlo fare ci sarebbe voluta un'altra egemonia, un altro contesto politico; in piena guerra fredda, con il fronte antifascista diviso, la resistenza sotto attacco, le discriminazioni ai comunisti e i processi ai partigiani, una cosa del genere era forse impensabile».

### Anni duemila
Nel suo libro Roma città aperta, pubblicato nel 2003, Robert Katz scrive che l'esplosione di via Rasella uccise due civili, «un uomo di quarantotto anni e un ragazzo di tredici»; il giornalista americano aggiunge in nota i nomi delle due vittime (Antonio Chiaretti e Pietro Zuccheretti) e afferma che entrambi «i casi restano avvolti nel mistero. La loro identità è venuta a galla solo negli anni novanta in questioni controverse e separate». Più avanti – senza fare menzione del sopra citato libro di Matteo Mureddu pubblicato nel 1977 – Katz riporta un brano tratto da un «resoconto inedito» scritto dallo stesso Mureddu, in cui l'autore sardo offre una panoramica di via Rasella poco dopo l'attentato, ove sono menzionate due vittime civili, di cui una colpita dal fuoco di reazione tedesco, mentre l'altra era Zuccheretti: «Dal davanzale di una finestra del terzo piano di palazzo Tittoni pendeva la testa di una donna e sotto, lungo il muro, si scorgeva un rivolo di sangue. Affacciatasi subito dopo la micidiale esplosione, quella sventurata era stata colta da una raffica sparata dal basso. Il cadavere di un bambino, orrendamente sfigurato, giaceva sulla strada fra i ciottoli divelti, non lontano da una grossa buca prodotta dallo scoppio di un ordigno».
Nel suo ultimo libro di memorie, pubblicato nel 2011, Bentivegna scrive: «Di Pietro Zuccheretti ero [...] venuto a conoscenza [...] quando avevo letto la perizia Ascarelli, che peraltro non aveva identificato i resti dei civili coinvolti nell'azione di via Rasella, indicando il corpo del povero Zuccheretti come quello di una giovane ragazza. Ma non mi ero sentito responsabile».

## La controversia sulla fotografia

### La pubblicazione

La foto che ritrarrebbe i resti di Piero Zuccheretti

In prossimità dell'inizio del processo contro Erich Priebke, sui media italiani si aprì un vivace dibattito riguardante sia le responsabilità morali per l'eccidio delle Fosse Ardeatine, sia la liceità e l'opportunità dell'attentato di via Rasella. Vari organi di stampa, perlopiù di orientamento conservatore o revisionista, condussero un'accesa campagna d'opinione contro i gappisti che avevano compiuto l'attentato, talora anche basandosi su posizioni che ricalcavano le tesi difensive proposte dallo stesso Priebke.
Il 24 aprile 1996 il quotidiano Il Tempo pubblicò una fotografia che mostrava un tronco e una testa umana, sostenendo che si trattava dei resti mortali di Piero Zuccheretti. La foto accompagnava un articolo di Pierangelo Maurizio in cui veniva riportata una testimonianza di Giovanni Zuccheretti, fratello gemello di Piero. Giovanni sosteneva di aver ricevuto la fotografia qualche anno prima, da alcuni conoscenti; ipotizzava che, al momento dell'esplosione, il piccolo Piero fosse seduto sopra il carrettino contenente la bomba, e affermava che i partigiani l'avessero visto senza però fare nulla per salvarlo. Altre fotografie ritraevano i presunti resti del corpo e una panoramica di via Rasella dopo l'esplosione, con – indicato da una freccia – il punto ove sarebbe stato ritrovato il corpo di Zuccheretti.
Il 26 aprile lo stesso quotidiano pubblicò un altro articolo di Pierangelo Maurizio contenente un'intervista a Gustavo Mayone, nipote di Leonardo Mayone che all'epoca dei fatti lavorava in via Rasella come tipografo. Leonardo sarebbe riuscito a sfuggire al rastrellamento tedesco dopo l'attentato, e avrebbe custodito per decenni le fotografie di cui sopra. Nell'intervista Gustavo Mayone affermava che suo zio Leonardo non gli aveva mai voluto confidare da chi avesse avuto quelle fotografie, scattate (a detta dello stesso Leonardo) da un suo amico fotografo.
Sempre su Il Tempo comparve una testimonianza di Guido Mariti, collega di Leonardo Mayone presso la tipografia in via Rasella. Secondo Guido Mariti, Herbert Kappler, poco dopo l'attentato, avrebbe dato ordine di scattare delle fotografie che sarebbero state immediatamente sviluppate in un laboratorio fotografico nella stessa via Rasella. Il fotografo, amico dello stesso Guido Mariti, avrebbe poi dato una copia delle fotografie a quest'ultimo, e un'altra copia a Leonardo Mayone, alla condizione che non le mostrassero mai ai genitori di Zuccheretti.
L'8 maggio successivo Il Giornale riprese la foto, in prima pagina e in grande formato, a corredo di un articolo di Francobaldo Chiocci nel quale i gappisti venivano nuovamente accusati di aver proceduto con l'esecuzione dell'attentato nonostante avessero visto il bambino seduto sulla carretta con l'esplosivo; inoltre si ipotizzava che i partigiani, «mentre fuggivano», avessero visto saltare in aria Piero Zuccheretti, «la testa staccata dal tronco».
Secondo Alessandro Portelli, «la foto del bambino fatto a pezzi sul selciato è l'icona principale di questa campagna».
Nel libro Operazione via Rasella, pubblicato nell'ottobre del 1996, Bentivegna e Cesare De Simone opinano che la foto del cadavere di Zuccheretti sia «probabilmente l'ennesimo falso. Infatti nella foto dei miseri resti umani si nota distintamente che i sampietrini della strada terminano contro il cordolo di un marciapiede; invece a via Rasella non vi erano marciapiedi, quel 23 marzo '44, come provano tutte le foto d'epoca».
Frattanto la fotografia del cadavere veniva anche depositata agli atti del processo Priebke. All'udienza del 5 giugno 1997 testimoniò Sergio Volponi, figlio di Guido (uno dei rastrellati dai tedeschi in via Rasella dopo l'attentato, successivamente ucciso alle Fosse Ardeatine); il testimone affermò che la foto era autentica e dichiarò che, dopo l'eccidio delle Ardeatine, un fotografo aveva dato alla madre dello stesso teste quattro fotografie scattate in via Rasella subito dopo l'attentato, fra cui quella ritraente i resti di Zuccheretti (peraltro diversa dalle altre tre, in quanto non riportante la stampa del carattere Agfa e pertanto sviluppata su un diverso materiale).
Lo storico Alessandro Portelli, che intervistò Giovanni Zuccheretti nel dicembre del 1997 – durante la preparazione di un saggio di storia orale sulle Fosse Ardeatine – testimonia nel suo libro che quest'ultimo, durante l'intervista, gli mostrò un'altra foto di Piero Zuccheretti; Portelli afferma di aver riscontrato la somiglianza fra il bambino ivi ritratto e il cadavere raffigurato nella foto di cui si discute l'autenticità.

### Il processo civile intentato da Bentivegna
Per reagire alla campagna di stampa, Rosario Bentivegna, con atto di citazione notificato in data 14 giugno 1996, citò per danni presso il Tribunale di Milano il giornalista Chiocci, l'allora direttore de Il Giornale Vittorio Feltri e la casa editrice del quotidiano, la Società Europea di Edizioni S.p.A.. Fra le asserzioni che Bentivegna contestava in quanto false e lesive per la sua reputazione vi erano quelle secondo cui i partigiani avessero visto Zuccheretti vicino alla bomba prima di accendere la miccia, e secondo cui il bersaglio dell'attacco gappista fosse costituito da vecchi soldati disarmati di cittadinanza italiana; inoltre Bentivegna riteneva insultante l'equivalenza morale fra lui e Priebke affermata da Il Giornale.
Il Tribunale di Milano respinse la richiesta di Bentivegna, affermando che gli articoli in questione rispettavano il diritto di cronaca e di critica. Nella sentenza – fra l'altro – si affermava che «le condizioni del cadavere del bambino quali risultano anche dalle foto in atti della testa a terra, staccata dal tronco, sembrano giustificare la tesi della sua estrema prossimità al carretto contenente l'esplosivo».
Avverso tale sentenza, nell'ottobre del 1999, Bentivegna presentò ricorso alla Corte d'Appello di Milano. Richiestone da Bentivegna, lo storico Carlo Gentile ottenne dall'Archivio federale (Bundesarchiv) di Coblenza una serie di trentuno fotogrammi, scattati immediatamente dopo l'attentato da un tale Koch, fotografo del servizio di propaganda dell'esercito tedesco. Le immagini furono accolte come prova durante l'udienza dell'11 aprile 2000, assieme a un appunto dello stesso Gentile. Fra tali immagini non vi erano però quelle pubblicate da Il Giornale e Il Tempo, né Gentile riteneva che queste ultime potessero aver mai fatto parte del rullino conservato al Bundesarchiv: ciò anche in considerazione della «differenza sotto l'aspetto qualitativo tra le fotografie di Koch e quelle pubblicate sui due giornali italiani». Gentile concludeva il proprio appunto con una valutazione analoga a quella contenuta nel libro di Bentivegna e De Simone del 1996: «All'epoca dell'attentato non esisteva alcun marciapiede in quella strada. Poiché a pochi centimetri dal corpo dilaniato inquadrato nell'immagine in questione appare il cordolo di un marciapiede è a mio avviso del tutto improbabile che possa essere stata scattata a via Rasella il 23 marzo 1944».
Capovolgendo l'esito della sentenza di primo grado, nel 2003 la Corte d'appello di Milano accolse il ricorso di Bentivegna e condannò Chiocci, Feltri e la Società Europea di Edizioni S.p.A. a pagare allo stesso Bentivegna la somma di euro 45.000,00 a titolo di risarcimento danni.
La Corte d'appello rilevò, negli articoli di giornale in questione, una serie di affermazioni ritenute false e lesive dell'onorabilità di Bentivegna; in particolare: la foto del cadavere di Zuccheretti fu giudicata falsa; i soldati del Polizeiregiment "Bozen" non erano affatto disarmati e non è vero che avessero tutti la cittadinanza italiana; i caduti civili per l'attacco partigiano furono due e non sette; l'accusa della mancata presentazione era falsa. La Corte qualificò inoltre l'attacco partigiano come un legittimo atto di guerra contro un nemico straniero, e condannò la parificazione morale tra partigiani e nazisti e in particolare l'equiparazione tra Priebke e Bentivegna, in quanto gravemente lesiva dell'onorabilità personale e politica di quest'ultimo.
Contro la sentenza di appello, che dava loro torto, Feltri e la Società Europea di Edizioni S.p.A. proposero ricorso per cassazione. Con sentenza in data 6 agosto 2007 la Sezione III Civile della Corte di Cassazione respinse il ricorso, confermando in toto la sentenza d'appello che pertanto divenne cosa giudicata. Secondo la Cassazione, una volta accertata «la falsificazione della fotografia, non vi era più alcuna possibilità di accertare in quale punto si trovasse il ragazzo e in quale preciso momento egli fosse comparso nel teatro dell'esplosione (rispetto al momento in cui era stata accesa la miccia)». La sentenza di Cassazione rigettava quindi – assumendo la falsità della fotografia – anche la ricostruzione della meccanica della morte di Piero Zuccheretti proposta da Il Giornale.

### Opinioni sull'autenticità della fotografia
Le conclusioni di Carlo Gentile sulla falsità della foto sono state accolte dallo storico Robert Katz, sia nel suo libro Roma città aperta (2003), sia nell'introduzione alla sesta edizione di Morte a Roma (2004).
Nel 2004 Sergio Volponi, pur esprimendo l'opinione che (all'epoca del processo Priebke) la fotografia fosse stata «usata in maniera strumentale per fomentare una stupida polemica revisionista della destra becera e cialtrona», mise in discussione il giudizio espresso dalla Corte d'appello di Milano in merito alla fotografia medesima, di cui ribadì l'autenticità affermando che quello che Gentile aveva ritenuto essere il cordolo di un marciapiede sarebbe in realtà «la soglia di una casa».
Nel marzo 2009, un'inchiesta giornalistica di Gian Paolo Pelizzaro, pubblicata dal mensile Storia in rete e ripresa dal quotidiano Il Tempo, contestò la valutazione della Corte d'appello di Milano circa la fotografia, in quanto i giudici avevano acquisito senza nessun riscontro ulteriore il parere di Carlo Gentile, espresso senza che lo studioso avesse effettuato alcun sopralluogo sul posto. Sulla base di un sopralluogo fotografico, Pelizzaro ritiene che il particolare identificato da Gentile come cordolo di un marciapiede sarebbe in realtà la modanatura del basamento di travertino del palazzo sulla sommità di via Rasella, a circa un metro di distanza dall'incrocio con via delle Quattro Fontane. Il basamento di travertino in quel punto presenterebbe infatti le stesse venature, crepe e scheggiature riconoscibili nell'immagine. Il tronco sarebbe quindi stato scagliato a una decina di metri a monte del luogo dell'esplosione. Lo stato dell'immobile consente ancora oggi un utile raffronto con la fotografia (rispetto ad allora è stato solo realizzato un marciapiede asfaltato).
La fotografia ritrae un volto intatto, compatibilmente con la testimonianza di Giovanni Zuccheretti secondo cui furono le buone condizioni del volto a permettere al padre il riconoscimento del bambino.
Il giurista Giuseppe Tucci, in un libro pubblicato nell'ottobre 2012, ricostruendo la campagna stampa contro Bentivegna e giudicandola rivolta a delegittimare l'intera Resistenza romana, scrive fra l'altro: «A distinguersi, però, per i toni e per il cinismo con cui vengono alterati fatti ormai giuridicamente e storicamente accertati è "il Giornale", diretto da Vittorio Feltri, che già nel 1996 inizia la sua campagna, utilizzando persino fotografie raccapriccianti della testa di un bambino, morto accidentalmente il 23 marzo 1944 in via Rasella, che poi risultarono un vero e proprio falso».

### L'ultimo libro di memorie di Bentivegna
Nel 2011 fu pubblicato il libro di memorie di Rosario Bentivegna Senza fare di necessità virtù, in cui l'ex gappista ricostruisce la campagna stampa contro di lui contemporanea al processo Priebke. Bentivegna giudica «piuttosto inverosimile» la versione a suo tempo proposta da Pierangelo Maurizio circa la provenienza della foto del cadavere di Zuccheretti, richiama la conclusione del documento processuale di Carlo Gentile circa la presenza in tale foto del «cordolo di un marciapiede», e sostiene che vi siano ulteriori «elementi da considerare» che proverebbero la falsità della foto. Secondo Bentivegna, che menziona al riguardo una perizia redatta nel 1997 dal dott. Vero Vagnozzi (consulente di balistica forense presso il Tribunale di Roma), «l'adolescente, vittima delle esplosioni, doveva verosimilmente trovarsi in prossimità dell'ordigno a una distanza di qualche metro dal punto di scoppio, com'era desumibile dalla smembratura del corpo e dalle tracce di bruciatura sui capelli». Immediatamente dopo lo scoppio della bomba fatta esplodere dai gappisti vi furono parecchie altre esplosioni, dovute alle bombe a mano che i soldati del "Bozen" portavano attaccate alla cintola. Conclude Bentivegna: «Figurarsi, dunque, se dopo tante esplosioni di quel tipo potessero essere mantenute quelle incredibili condizioni di conservazione fisiognomica di una parte del capo del povero Zuccheretti. L'immagine pubblicata da "Il Giornale" e da "Il Tempo" era dunque un evidente falso».
Sebbene lo stesso Bentivegna avesse ormai da lungo tempo riconosciuto l'esistenza di due vittime civili della bomba gappista, nella recensione del volume per l'Unità, Bruno Gravagnuolo scrisse: «Falso [...] che due civili siano stati colpiti dal gesto di guerra partigiana. La loro morte fu causata dai tedeschi che sparavano all'impazzata e dalle loro granate».
Nel 2012, dopo la morte di Bentivegna, sulle pagine di Storia in rete il giornalista Gian Paolo Pelizzaro deplorò che, in Senza fare di necessità virtù, l'ex gappista non avesse fatto alcuna menzione dell'inchiesta circa l'autenticità della foto pubblicata dalla stessa rivista nel 2009, «rilanciata da "Il Tempo" e "Avvenire" e acquisita anche da Wikipedia in italiano», e definì l'ultimo libro di Bentivegna una «occasione mancata».

## Piero Zuccheretti nella memoria e nella cultura
La tomba di Zuccheretti al riquadro 53 del cimitero del Verano reca una lapide che recita: «Piero. L'odio degli uomini ti uccise vittima innocente di un odioso conflitto. Perdesti la tua giovane vita nell'eccidio di via Rasella, lasciando in straziato dolore la mamma, il papà, il fratello, gli zii, il nonno».
Nel maggio 1996, dopo l'inizio del processo a carico di Erich Priebke, la tomba divenne luogo di una commemorazione da parte di alcuni esponenti di Alleanza Nazionale, i quali vi deposero una corona di fiori. Il gesto suscitò alcune polemiche: secondo la giornalista Fiamma Nirenstein, esso suggeriva «una equiparazione fra i boia delle Fosse Ardeatine e i partigiani».
La morte del ragazzo ha ispirato un'opera dell'artista statunitense Cy Twombly.
Il Comune di Tolentino ha intitolato una via a Piero Zuccheretti nel 2017. Risulta una via intitolata a Zuccheretti anche nel comune di Cazzago San Martino.